# جاي إتش وليامز الثالث
جاي إتش وليامز الثالث (بالإنجليزية: J. H. Williams III)‏ هو فنان قصص مصورة أمريكي، ولد في 18 ديسمبر 1965.

## وصلات خارجية
- الموقع الرسمي
- جاي إتش وليامز الثالث على موقع الموسوعة البريطانية (الإنجليزية)